# Prix Marguerite-Yourcenar
Le prix Marguerite-Yourcenar est un prix littéraire français, attribué chaque année depuis 2015, à un auteur pour l'ensemble de son œuvre.

## Histoire et fonctionnement
Le prix a été créé en 2015 par la Société civile des auteurs multimédia (Scam), s'ajoutant ainsi aux deux prix littéraires existants déjà créés par celle-ci, le prix Joseph-Kessel (qui se focalise avant tout sur le journalisme littéraire et l'écriture de voyage) et le prix François-Billetdoux (qui concerne les essais consacrés aux arts ou aux médias). Ce prix ne doit par ailleurs pas être confondu avec le prix Marguerite-Yourcenar américain, décerné depuis 1992 à des auteurs francophones vivant aux États-Unis.

Le lien entre le nom de la prestigieuse marraine du prix et son objectif provient d'une citation de Marguerite Yourcenar dans En pèlerin et en étranger : 

« On connaît très mal un écrivain par un seul de ses livres : les harmoniques de l’œuvre nous échappent. »

Le prix a donc pour ambition de « mettre en lumière un auteur pour l’ensemble de son œuvre, afin de mieux appréhender son univers et de (re)découvrir son talent. »
Le prix est doté de 8 000 €. Le vainqueur est annoncé mi-novembre, pour une remise effective du prix début décembre.
Le premier jury du prix, en 2015, comprenait : Pascal Ory (président), Pascal Boille, Catherine Clément, Colette Fellous, Michèle Kahn, Hervé Le Tellier, Benoît Peeters, Antoine Perraud et Olivier Weber, correspondant de facto aux membres de la commission de l’écrit de la Scam. Nedim Gürsel y a remplacé Hervé Le Tellier en 2016.

## Liste des lauréats
- 2015 : Pierre Michon[6],[7]
- 2016 : Hélène Cixous[8]
- 2017 : Annie Ernaux[9]
- 2018 : Jean Echenoz[10]
- 2019 : Pascal Quignard[11]
- 2020 : Marie NDiaye[12]
- 2021 : Pierre Bayard[13]
- 2022 : Chantal Thomas[14]
- 2023 : Patrick Chamoiseau[15]
- 2024 : Lydie Salvayre[16]